# Csernus Valér
Csernus Valér József (Pécs, 1948. január 18. –) magyar orvos, neuroendokrinológus, egyetemi tanár. Az orvostudományok kandidátusa (1993). Az MTA doktora (2001).

## Életpályája
Szülei: Csernus József és Fonyó Györgyi voltak. A Ciszterci Rend Nagy Lajos Gimnáziumaban érettségizett. 1966–1972 között a Pécsi Orvostudományi Egyetem hallgatója volt. 1972-től a Pécsi Orvostudományi Egyetem Anatómiai Intézetében dolgozik. 1978–1979 között a UCLA hallgatója volt. 1987–1989 között, valamint 1997–1998 között a Tulane Egyetemen kutatási asszisztens volt. 1990 óta tagja a Nemzetközi Endokrinológiai Társaságnak (ISE) és az Endokrin Társaságok Európai Szövetségének (ESE). 1994 óta az Európai Biológiai Ritmus Társaság (EBRS) tagja. 1994-ben és 2000-ben a halle-i Martin Luther Egyetem vendégprofesszora volt. 1996-ban habitált. 2000-től az Európai Összehasonlító Endokrinológusok Társaság (ESCE) és Nemzetközi Kronobiológiai Társaság (ISC) tagja. 2002-től egyetemi tanár. 2002–2003 között, valamint 2006–2012 között a Pécsi Tudományegyetem Orvostudományi Karának oktatási dékánhelyettese volt. 2004 óta a Leopoldina Német Természettudományos Akadémia rendes tagja. 2008–2012 között a Magyar Tudományos Akadémia pécsi regionális bizottságának képviselőjeként dolgozott. 
Kutatási területe a hipofízis és a tobozmirigy szabályozása, a biológiai ritmusok mechanizmusa.

## Díjai
- Akadémiai díj (1984)
- Kiváló gyakorlatvezető (1995, 1997-1998, 2001, 2003, 2005-2006)
- Széchenyi professzor ösztöndíj (1997-2000)
- Holub József-díj (2001)
- Lissák Kálmán-díj (2002)
- Szent-Györgyi Albert-díj (2018)
- Városháza Emlékérem (2018)